# تراویس کالانیک
تراویس کالانیک (انگلیسی: Travis Kalanick؛ زادهٔ ۶ اوت ۱۹۷۶) یک کارآفرین و بازرگان اهل ایالات متحده آمریکا است، که شرکت اوبر را در سال ۲۰۰۹ تأسیس نمود.

## رتبه ثروت
بر اساس رده‌بندی مجله فوربز، او رتبه ۶۴امین فرد قدرتمند در جهان، ۳۵امین در میان ثروتمندان در زمینه فناوری در جهان، ۱۸۸امین در میان ثروتمندان جهان، ۷۰امین ثروتمند در آمریکا، ۷۸ام در فوربز ۴۰۰ و ۴امین آمریکایی ثروتمند زیر ۴۰ سال را دارد.

## اعتراض به دونالد ترامپ
او در فوریه ۲۰۱۷ در اعتراض به فرمان حفاظت از ملت در برابر ورود تروریست‌های خارجی به آمریکا توسط دونالد ترامپ، رئیس‌جمهور ایالات متحده آمریکا، اعلام کرد که از هیئت مشاوران اقتصادی رئیس جمهوری آمریکا کناره‌گیری می‌کند.

## استعفا از اوبر
در ژوئن ۲۰۱۷ بعد از مدت‌ها تنش و چندین رسوایی در شرکت اوبر، کالانیک با فشار پنج سرمایه‌گذار عمده این شرکت استعفا کرد. اما او همچنان جزء هیئت مدیره این شرکت می‌ماند. البته او علت کناره‌گیری خود را «مرخصی دائمی به دلیل مرگ مادرش یک در سانحه قایقرانی» اعلام کرد.

او بعد از اعلام استعفایش گفت:
"اوبر را بیش از هر چیزی در دنیا دوست دارم و در این دوره دشوار در زندگی شخصی‌ام، درخواست سرمایه‌گذران را برای استعفا قبول می‌کنم، تا اوبر به جای منحرف شدن از مسیر اصلی، به توسعه‌اش برسد."

## زندگی شخصی
او از سال ۲۰۱۳ تا ۲۰۱۵ با گبی هولزوارث نوازنده ویولن ارتباط داشته است.